# Albert Graf von Zieten-Schwerin
Albert Julius von Schwerin, ab 1859 Graf von Zieten-Schwerin, (* 26. Juni 1835 auf Gut Rehberg (heute Ortsteil von Spantekow), Kreis Anklam; † 15. Mai 1922 auf Gut Wustrau, Kreis Ruppin) war Gutsbesitzer, Mitglied des preußischen Staatsrats und Politiker.

## Familie

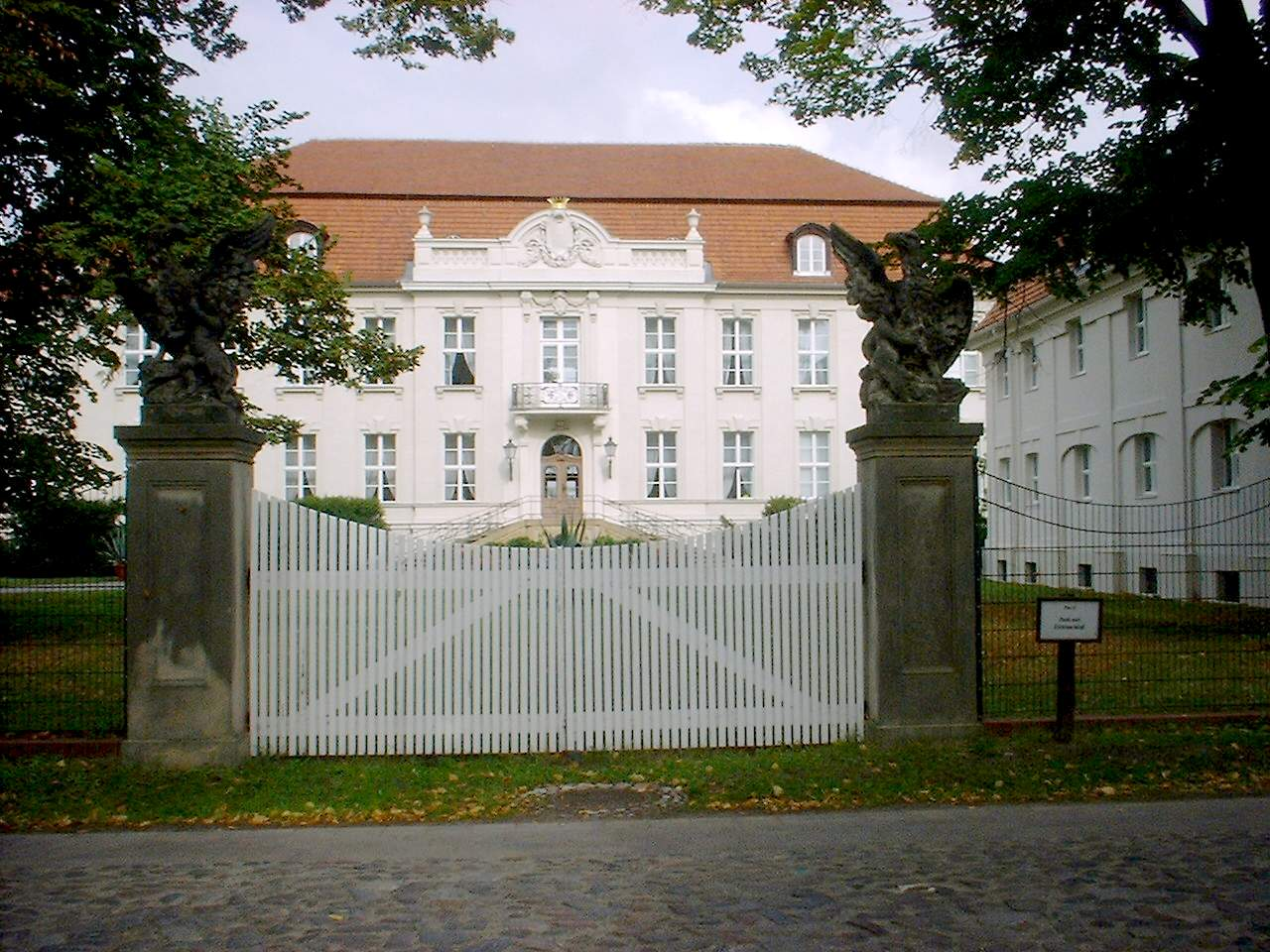
Schloss Wustrau

Albert von Schwerin entstammte dem vorpommerschen Uradelsgeschlecht von Schwerin. Er war der zweite Sohn von Wilhelm Ludwig von Schwerin, Herr auf Hohenbrünzow, Janow, Landskron, Neuendorf, Bartow und Strehlow, und seiner Gemahlin Caroline Albertine, geb. von Zieten.
Der 1852 gestiftete Fideikommiss Wustrau im Ruppiner Land, seit 1590 im Besitz der Herren und späteren Grafen von Zieten, war 1854 – nach dem Tod des Grafen Friedrich von Zieten – auf dessen Nichte, Schwerins Mutter und deren Ehemann, übergegangen. 1858 wurde deren zweiter Sohn Albert – nach dem Tode seines älteren Bruders Henning – Majoratsherr auf Wustrau mit Albertinenhof.
Schwerin wurde am 14. September 1859 in Baden-Baden in den preußischen Grafenstand – nach dem Recht der Erstgeburt (Primogenitur) aus je adliger Ehe – erhoben, mit Namen- und Wappenvereinigung „Zieten-Schwerin“. Diesen Erstgeburtstitel erbte jedoch nur der jeweilige Besitzer des Fideikommiss Wustrau mit Albertinenhof, zugleich mit dem Besitzantritt. Die nicht zum Fideikommiss gelangten Nachkommen führten weiterhin Namen und Wappen „von Schwerin“.
Zieten-Schwerin heiratete am 26. Juni 1861 in Mitau (Semgallen, Lettland) Constance Baronesse von Derschau (* 16. Januar 1838 in Autzenbach, Kurland, Lettland; † 3. Juli 1914 auf Gut Wustrau), die Tochter des Gutsbesitzers Ludwig Baron von Derschau, Gutsherr auf Sehmen, und der Jeanette Baronesse von Medem. Das Ehepaar hatte zwei Töchter und fünf Söhne, die allesamt mit Gütern ausgestattet werden konnten. Der vierte Sohn Hans Bone von Schwerin wurde so Schlossgessener Herr auf Spantekow, dem eigentlichen Hauptsitz des Adelsgeschlechts von Schwerin.
Die Juristen Hans-Bone von Schwerin und Erckhinger von Schwerin sind seine Enkeln.

## Militärische und berufliche Laufbahn
Zieten-Schwerin trat 1854 in die preußische Armee ein und war königlich preußischer Leutnant. 1858 wurde er Fideikommissherr des nachfolgend 1500 ha großen Gutes Wustrau. Zugleich war er Inhaber mehrere Güter in Vorpommern, unter anderem auch seines Geburtsortes Gut Rehberg, im Kreis Anklam. Anschließend war er in mehreren kirchlich-sozialen Ämtern tätig (u. a. Jerusalemsverein) und 1885 Werkmeister des Johanniterordens, dessen Ehren-Kommendator er im selben Jahr wurde. Im Jahre 1874 wurde er auf Präsentation des Grafenverbandes der Provinz Pommern zum Mitglied des Preußischen Herrenhauses auf Lebenszeit berufen, dem er bis zu dessen Auflösung 1918 angehörte. Ab 1884 war er auch Mitglied des preußischen Staatsrats sowie des Evangelischen Kirchenbauvereins Kaiserin Auguste Victorias. Zusätzlich war er von 1897 bis 1915 Vorsitzender des Generalsynodalvorstands. 1904 wurde er preußischer Wirklicher Geheimrat. Der Graf wurde Vorstandsmitglied des Familienverbandes und Nutznießer verschiedener Familienfideikommisse. Des Weiteren war er Stiftshauptmann zu Kloster Lindow.

## Ehrungen
- Ehrenbürger von Neuruppin

## Weitere Literatur
- Acta Borussica Band 8/I (1890–1900) (PDF-Datei; 2,72 MB)
- Acta Borussica Band 8/II (1890–1900) (PDF-Datei; 2,19 MB)
- Acta Borussica Band 10 (1909–1918) (PDF-Datei; 2,74 MB)